# Список послів України в Канаді
Посол України в Канаді є надзвичайним і повноважним послом України в Канаді.

## Історія

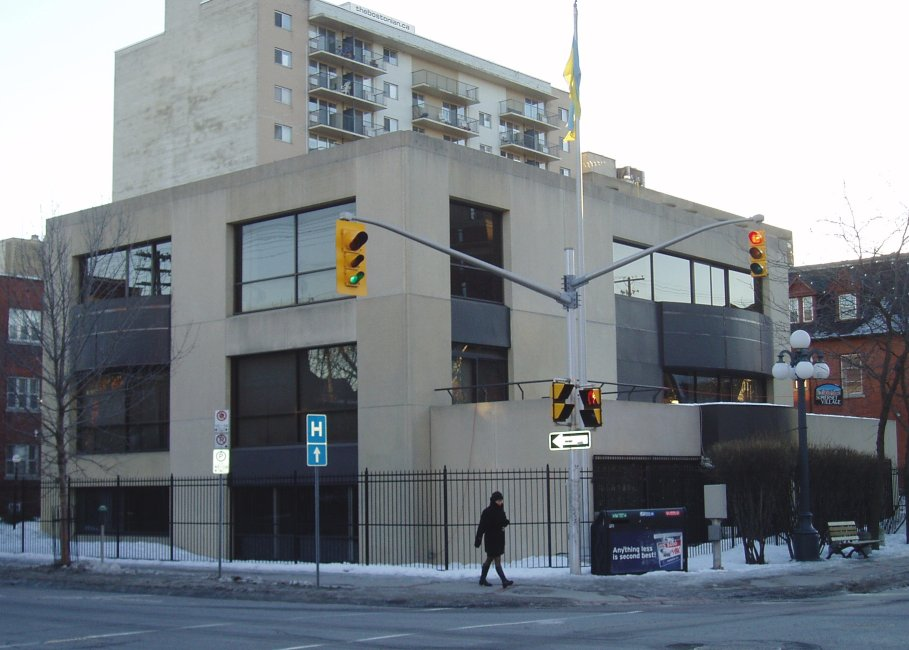
Посольство України в Канаді (Оттава)

Канада стала першою західною державою, яка визнала незалежність України 2 грудня 1991 року. Дипломатичні відносини були повністю налагоджені 27 січня 1992 р., коли міністр закордонних справ Анатолій Зленко та Державний секретар з питань зовнішніх справ Барбара Макдугал обмінялися нотами.
10 вересня 1992 року канадець українського походження Ераст Гуцуляк придбав будинок на вулиці Меткальф 331 в Оттаві за 615 000 доларів; він пожертвував його уряду України як місце для Посольства України в Канаді. Посольство було офіційно відкрито 1 грудня 1992 року. У 1994 році для посольства було придбано ще один будинок, за адресою 310 Сомерсет-стріт-Вест, за 1,8 мільйона доларів. Нова будівля розташована за 700 м від першої. Більшість коштів надійшло від Українського конгресу Канади. Будівлю на вулиці Меткальф було залишено для консульства України в Оттаві.

## Посли в Канаді
- 1991—1992 рр. — Олексій Родіонов (тимчасовий повірений у справах України в Канаді)
- 1992-05-14 — 1993-10-15 — Левко Лук'яненко
- 1994 — 1996-01-17 — Віктор Батюк
- 1996-01-24 — 1998-10-15 — Володимир Фуркало
- 1998-10-22 — 1999-12-11 — Володимир Хандогій
- 2000-03-09 — 2003-04-07 — Юрій Щербак
- 2004-03-20 — 2006-02-07 — Микола Маймескул
- 2006-09-11 — 2011-06-16 — Ігор Осташ
- 2011—2012 рр. — Марко Шевченко (тимчасовий повірений у справах України в Канаді)
- 2012-11-08 — 2014-11 — Вадим Пристайко
- 2014-11-27 — 2015 — Марко Шевченко (тимчасовий повірений у справах України в Канаді)
- 24.09.2015 — 25 серпня 2021 — Андрій Шевченко
- 09.03.2022 — дотепер — Юлія Ковалів